# Calodia ostentus
Calodia ostentus är en insektsart som beskrevs av William Lucas Distant 1918. Calodia ostentus ingår i släktet Calodia och familjen dvärgstritar. Inga underarter finns listade i Catalogue of Life.